# 橫帶針鯒
橫帶針鯒，為輻鰭魚綱鮋形目牛尾魚亞目針鯒科的其中一種，分布於西北太平洋日本熊野灘海域，體長可達6.7公分，為底棲性魚類，屬肉食性，生活習性不明。